# 笹井耕窓
笹井 耕窓（ささい こうそう、生年不明 - 1915年（大正4年）11月21日）とは、明治時代の浮世絵師、日本画家。

## 来歴
尾形月耕の門人。本名は剛之助。新発田藩士笹井信道の次男として生まれたが、生年や詳しい経歴は不明。

明治27年（1894年）に開催された日本青年絵画協会・第3回絵画共進会に出品した「大神楽」で三等褒状を、翌明治28年の日本青年絵画協会・第4回絵画共進会に出品した「紀文造船図」で二等褒状を受賞したことが知られている。
墓所は、文京区本駒込にある新発田藩菩提寺の吉祥寺。

## 作品
- 「紀文造船図」　絹本着色　東京藝術大学大学美術館所蔵
- 「春色佳人花競」　錦絵　大判3枚続　山口県立萩美術館・浦上記念館所蔵